# Kamp (flod)

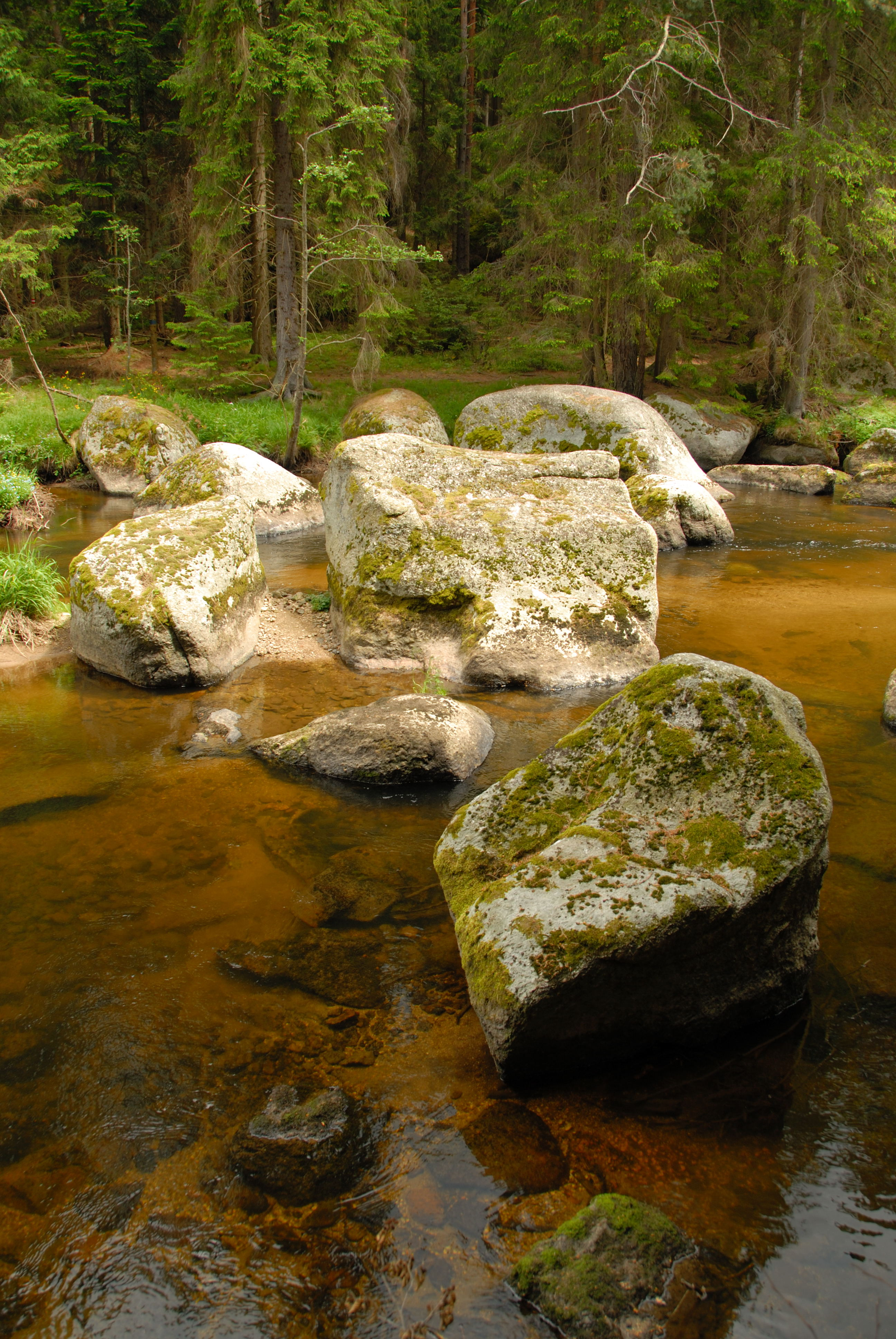
Kamp nedanför Roiten

Kamp är en 153 km lång biflod till floden Donau i det österrikiska förbundslandet Niederösterreich. Avrinningsområdet är 4 226 km² och medelvattenföringen är 24,3 m³/s vid mynningen.
Källflödena är Große Kamp och Kleine Kamp som båda rinner upp i Weinsberger Wald och förenar sig vid Rappottenstein. Floden rinner först mot nordöst till staden Zwettl, där den vänder österut. Efter Zwettl bildar den tre större uppdämda sjöar med kraftverk och vänder slutligen vid Rosenburg mot söder mot Donaudalen. Ursprungligen mynnade Kampfloden i Donau nära Krems, men när man byggde Donaukraftverket Altenwörth flyttades mynningen till Altenwörth.
Vid floden ligger städerna Zwettl med det kända klostret, vinstaden Langenlois och flera borgar. Den nedre Kampdalen är naturpark och vindistrikt.